# Pudur (S)
Pudur (S) là một thị xã panchayat của quận Tirunelveli thuộc bang Tamil Nadu, Ấn Độ.

## Nhân khẩu
Theo điều tra dân số năm 2001 của Ấn Độ, Pudur (S) có dân số 11.095 người. Phái nam chiếm 49% tổng số dân và phái nữ chiếm 51%. Pudur (S) có tỷ lệ 63% biết đọc biết viết, cao hơn tỷ lệ trung bình toàn quốc là 59,5%: tỷ lệ cho phái nam là 74%, và tỷ lệ cho phái nữ là 52%. Tại Pudur (S), 12% dân số nhỏ hơn 6 tuổi.